# Kobyliská zatáčka
Kobyliská zatáčka nebo Heydrichova zatáčka  je neoficiální název místa, kde byl 27. května 1942 proveden atentát na Reinharda Heydricha. Místo od roku 1942 zcela změnilo svou podobu.

## Původní silnice
Historická silnice, která spojovala Litoměřice s Prahou, procházela vsí Kobylisy a vedla dále přes Libeň a Karlín do hlavního města. Ještě v 19. století ukazují historické mapy malou ves, rozkládající se podél této silnice v blízkosti dnešní stanice metra Kobylisy. Ostatní komunikace v Kobylisích byly pouze místní, vedoucí k usedlostem. Poblíž pozdější kobyliské zatáčky se nacházela zaniklá usedlost Kolínská.

## Vznik ulice V Holešovičkách
Ještě neexistující a nepojmenovaná ulice (nynější V Holešovičkách) je jako zamýšlená naznačena již na Orientačním plánu královského hlavního města Prahy a obcí sousedních z let 1909–1914. Stejně tak je na této mapě vyznačen tehdy ještě nepostavený Trojský most (nynější most Barikádníků). Ulice V Holešovičkách začala vznikat po roce 1920 spojením původních cest V zahradách a Na viničkách do jediné cesty, ze které se postupně stala městská ulice. Ta nese od roku 1925 nezměněné jméno. Trojský most byl postaven v letech 1926–1928 a navázal na ulici V Holešovičkách, čímž se spojily Kobylisy s Holešovicemi.

## Kobyliská zatáčka v roce 1942
Atentát byl proveden v místě, kde se od tehdejší Kirchmayerovy ulice (dnes Zenklova) prudce odpojovala ulice V Holešovičkách. Automobil musel změnit směr pohybu o úhel zhruba 120°, a proto zpomalit. Navíc zde byl poměrně častý tramvajový provoz – rozdvojovaly se zde tramvajové tratě vedoucí z Kobylis do Libně a do Holešovic a opačným směrem.

### Fotografie a film
Stav kobyliské zatáčky podrobně obrazově zachytila zpráva z rekonstrukce atentátu německou kriminální policií (tzv. Pannwitzova zpráva o atentátu na Heydricha
). Tyto fotografie jsou též dostupné online na serveru Aktuálně.cz, který je převzal z publikace Vojtěcha Šusteka Atentát na Reinharda Heydricha a druhé stanné právo na území tzv. protektorátu Čechy a Morava.
Autentická podoba kobyliské zatáčky je také zachována v československém filmu Atentát z roku 1964, tedy před výstavbou Prosecké radiály.

## Kobyliská zatáčka na mapách

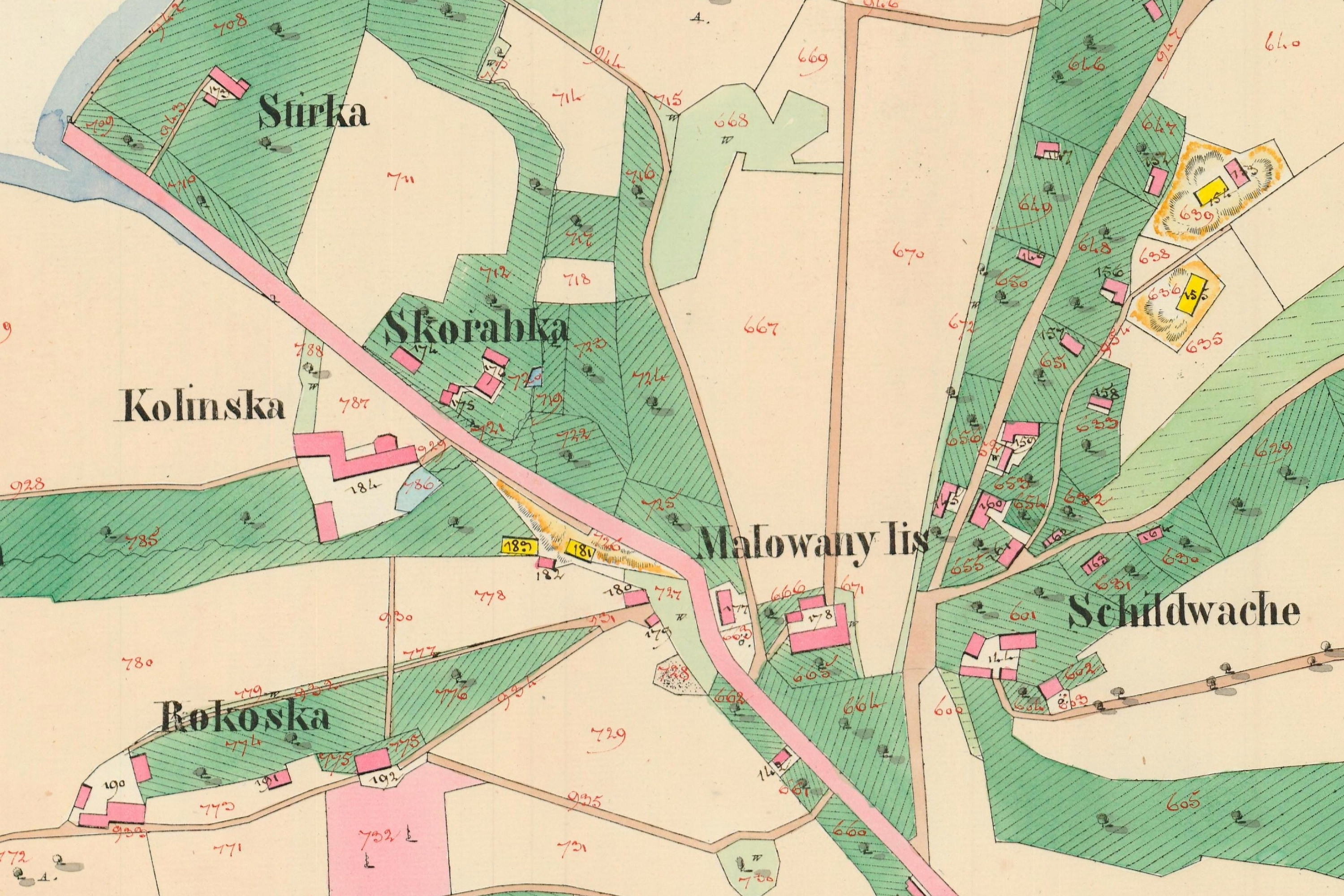
Horní Libeň na Císařském otisku mapy Stabilního katastru z roku 1841
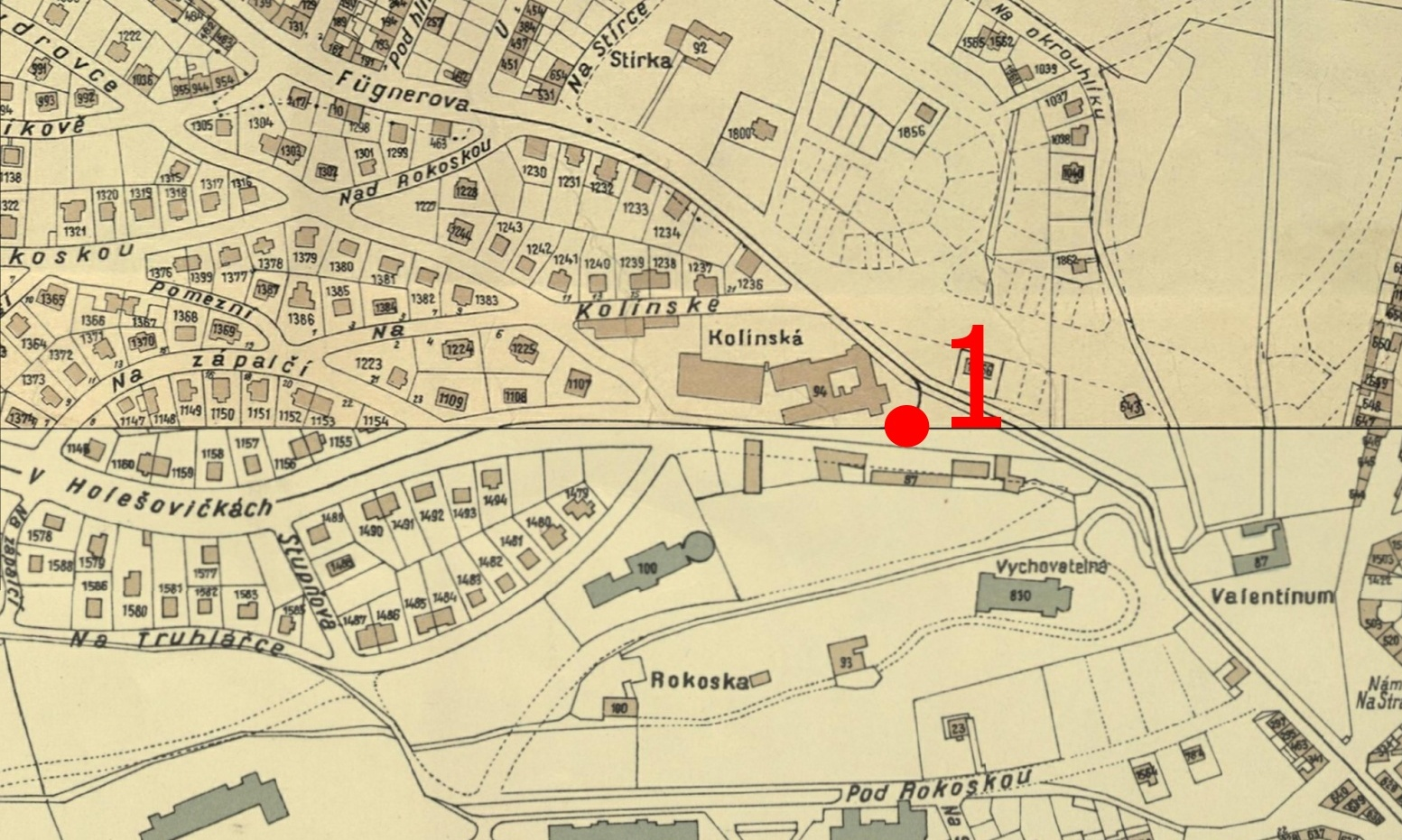
Kobyliská zatáčka v roce 1938 (1 – místo atentátu)
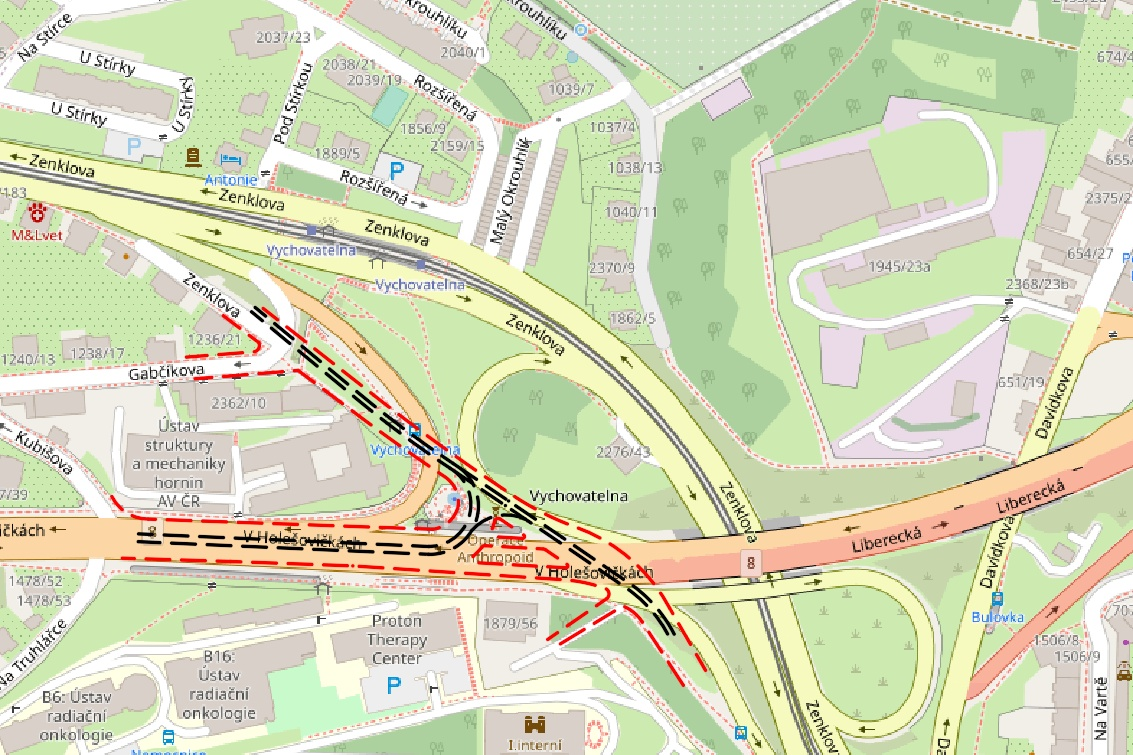
Kobyliská zatáčka 2022 (červeně čárkovaně tvar komunikace v době atentátu, černě tehdejší průběh tramvajových kolejí)

## Změny do roku 1980 a v roce 2009

### Výstavba Prosecké radiály
V letech 1977–1980 byla vybudována tzv. Prosecká radiála, spojující pravobřežní (severní) vyústění Mostu Barikádníků s budoucí dálnicí D8. Její součástí byla mimoúrovňová silniční křižovatka Vychovatelna v místě, kde se radiála kříží se Zenklovou ulicí. Částí radiály je i ulice V Holešovičkách, jejíž podoba byla též upravena pro intenzivní automobilový provoz bez tramvají.
Výstavba křižovatky Vychovatelna zcela změnila prostor, kde byl atentát na Heydricha proveden. Zenklova ulice se úpravou do pravotočivého oblouku vzdálila od místa atentátu. Zachována zůstala pouze malá část původní trasy Zenklovy ulice, ze které se stala obslužná místní komunikace domů, které zde stály již v době atentátu.
Roku 1975 byl v souvislosti s výstavbou tzv. Severojižní magistrály (navazující na Proseckou radiálu) zrušen provoz tramvají v ulici V Holešovičkách; tramvaje jezdí podél bývalé kobyliské zatáčky pouze z Kobylis do Libně a zpět.

### Památník operace Anthropoid

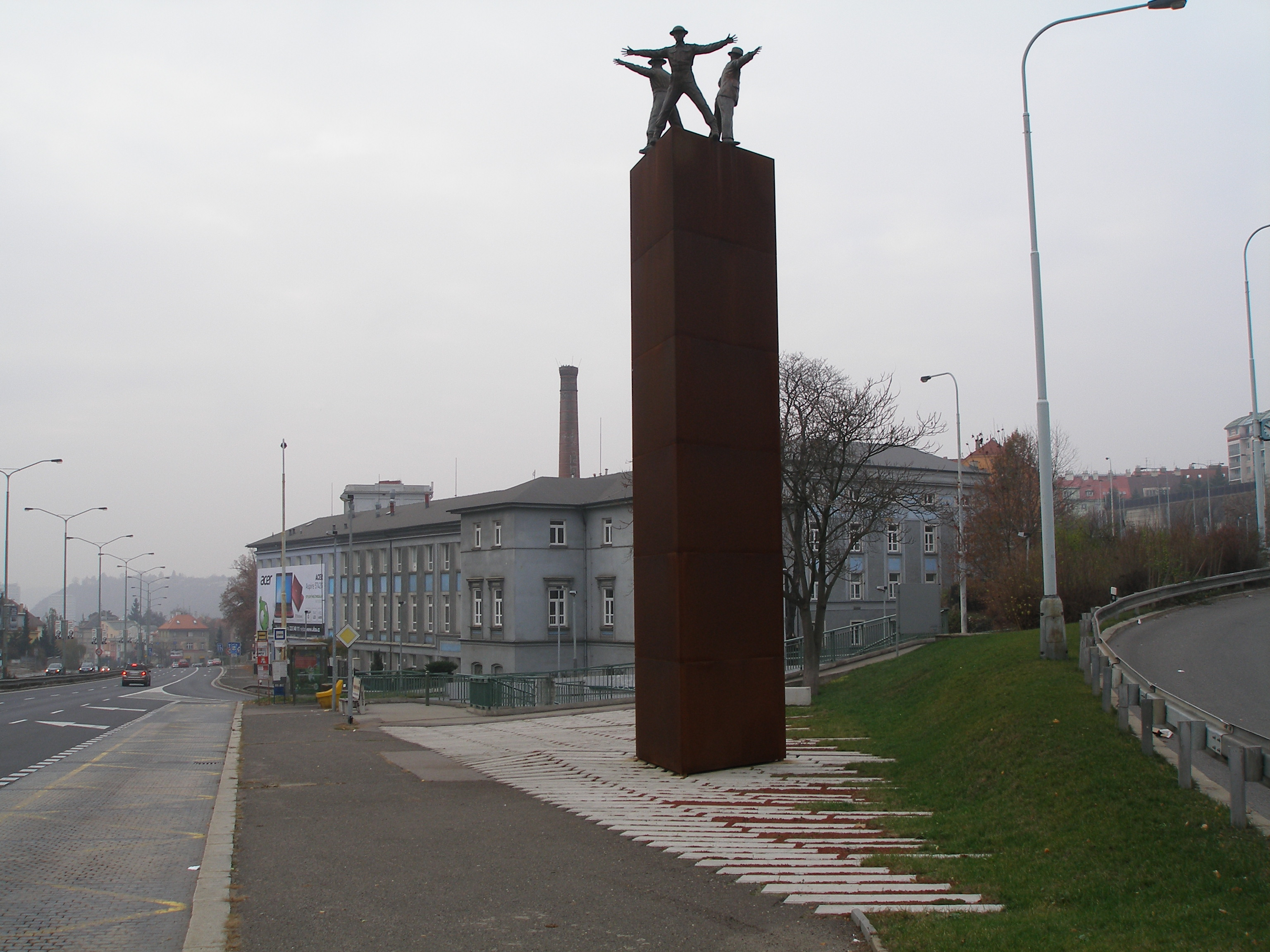
Památník Operace Anthropoid (2011, pohled směrem k místu atentátu)

V roce 2009 byl ve zhruba trojúhelníkovém prostoru mezi Proseckou radiálou, dnešní Zenklovou ulicí a spojkou Zenklovy s ulicí v Holešovičkách odhalen Památník operace Anthropoid; od místa atentátu je umístěn asi 20 m, přibližně jihovýchodním směrem.

## Změny názvu
Dnešní Zenklova ulice měnila v historii často svůj název. Část, ve které se atentát odehrál, se postupně jmenovala:
- Nová silnice (do roku 1895)
- Fügnerova (1895–1940, pojmenována po Jindřichu Fügnerovi)
- Kirchmayerova (1940–1945, pojmenována po Janu Kirchmayerovi z Rejchvic, v letech 1611–1621 primátoru Starého Města pražského)
- Fügnerova (1945–1946)
- Třída Rudé armády (1946–1992)
- Zenklova (1992–dosud, pojmenována po Petru Zenklovi)

Ulice V Holešovičkách si zachovala původní název od svého vzniku.